# Oostende
Oostende (francia, német illetve gyakran magyar írásalakban: Ostende) kikötőváros Belgiumban. A nyugat-flandriai település lakosainak száma hetvenezer fölött van. Főként tengerpartja miatt jelentős turisztikai célpontnak számít. A város lakóinak uralkodó nyelvjárása a holland nyelv helyi változata, a flamand.

## Fekvése
Nyugat-Flandriában az Északi-tenger partján fekszik. Időjárása hűvös és csapadékos.

## Története
Oostende a belga tengerpart fővárosa. Az ókorban nem volt más mint egy kis halászfalu, amelyet az Északi-tenger és a tengerparti tó között fekvő sziget (Testerep) keleti partjára (hollandul: oost-einde) építettek. Bár kicsi volt, a falu 1265 körül elnyerte a városi rangot, amikor a lakosok rendszeres vásárt tartottak itt.
A fő bevételi forrás természetesen a halászat volt. Az Északi-tenger partja mindig is meglehetősen labilis volt, és 1395-ben a lakosok úgy döntöttek, hogy új várost építenek a nagy gátak mögé, távol a tenger fenyegetésétől. Az északi-tengeri stratégiai fekvés nagy előnyhöz juttatta Oostendét mint kikötőt, de problémaforrásnak is bizonyult. A várost gyakran bevették, lerombolták és kifosztották a hódító seregek. Ezt követően jelentős kikötővé vált. 1722-ben a hollandok lezárták Antwerpen kikötőjének bejáratát, és ennek eredményeként Oostende jelentősége megnőtt, mivel alternatív hozzáférést biztosított a tengerhez, jelentős kikötővé vált.
Amikor a Dél-Németalföld (a mai Belgium) a Habsburg monarchia része lett, VI. Károly német-római császár monopóliumot biztosított a városnak az Afrikával és a Távol-Kelettel folytatott kereskedelemben. Az Oostendse Compagnie (Oostende kereskedelmi társasága) számára engedélyezte, hogy tengerentúli gyarmatokat alapítson. 1727-ben azonban a társaság kénytelen volt abbahagyni a működését, mivel Hollandia és Nagy-Britannia nem engedélyezte versenytársak számára a nemzetközi kereskedelmet, amelyet e nemzetek kiváltságuknak tekintettek.
A későbbi időkben Oostende kikötője tovább bővült, köszönhetően szerkezetének és a z ország belsejevel való kapcsolatai javításának. 1838-ban vasúti összeköttetés épült Brüsszellel. A város 1846-ban vált Anglia tranzitkikötőjévé, amikor az első komp elindult Doverbe. Ma már nem tölti be ezt a szerepet, kivéve a teherszállítást mint alternatív átkelőhelyet a Csatornán a franciaországi Calais-ba. A város imázsa szempontjából nagyon fontos volt az I. és II. Lipót belga királyok figyelme. Mindketten szerettek Oostendében nyaralni. Fontos műemlékek és villák épültek itt a királyi család számára. A belga arisztokrácia többi tagja azonnal utánozta őket, így Oostende „a belga tengerparti üdülőhelyek királynőjeként" vált ismertté.
1940-ben Belgium kapitulációja másnapján a német csapatok harc nélkül vonultak be a városba. 1944-ben a szövetségesek pusztító bombázásokat hajtottak végre a kikötő ellen.

## Látnivalói
- Szent Péter és Szent Pál-templom (Sint-Petrus-en-Pauluskerk).

## Oktatás
A városban működik többek között a Szent József Gimnázium.

## Fordítás
- Ez a szócikk részben vagy egészben  az   Ostenda című olasz Wikipédia-szócikk fordításán alapul.  Az eredeti cikk szerkesztőit annak laptörténete sorolja fel. Ez a jelzés csupán a megfogalmazás eredetét és a szerzői jogokat jelzi, nem szolgál a cikkben szereplő információk forrásmegjelöléseként.
- Ez a szócikk részben vagy egészben  az   Ostende című német Wikipédia-szócikk fordításán alapul.  Az eredeti cikk szerkesztőit annak laptörténete sorolja fel. Ez a jelzés csupán a megfogalmazás eredetét és a szerzői jogokat jelzi, nem szolgál a cikkben szereplő információk forrásmegjelöléseként.